# El Arbolillo
El Arbolillo es un yacimiento arqueológico que se encuentra en el territorio del actual municipio de Tlalnepantla de Baz, Se trata de los restos de una antigua aldea agrícola que se desarrolló durante el Período Preclásico en la ribera occidental del lago de Texcoco: de acuerdo con los datos disponibles, la ocupación más antigua de este sitio podría fecharse en el año 900 a. C. Los objetos rescatados de El Arbolillo hablan de una sociedad con fuertes lazos de intercambio con otras aldeas de la zona, como Zacatenco y Copilco. Fue investigada, entre otros, por Christine Niederberger y George Clapp Vaillant.